# Пшибимеж
Пшибимеж (пол. Przybymierz) — село в Польщі, у гміні Новоґруд-Бобжанський Зеленогурського повіту Любуського воєводства.
Населення — 323 особи (2011).
У 1975-1998 роках село належало до Зеленогурського воєводства.

## Демографія
Демографічна структура станом на 31 березня 2011 року:
|          | Загалом | Допрацездатний вік | Працездатний вік | Постпрацездатний вік |
| -------- | ------- | ------------------ | ---------------- | -------------------- |
| Чоловіки | 162     | 37                 | 117              | 8                    |
| Жінки    | 161     | 37                 | 101              | 23                   |
| Разом    | 323     | 74                 | 218              | 31                   |